# Phoenix Lake (Kalifornija)
Phoenix Lake je naseljeno područje za statističke svrhe u američkoj saveznoj državi Kalifornija. Prema popisu stanovništva iz 2010. u njemu je živjelo 4.269 stanovnika.